# Stazione di Rosarno
Stazione di Rosarno vasútállomás Olaszországban, Rosarno településen.

## Vasútvonalak
Az állomást az alábbi vasútvonalak érintik:
- Battipaglia–Reggio di Calabria-vasútvonal

## Kapcsolódó állomások
A vasútállomáshoz az alábbi állomások vannak a legközelebb:
- Stazione di Mileto
- Eranova railway halt
- Stazione di Nicotera